# Павкович, Слободан
Слободан Павкович (серб. Слободан Павковић, 24 октября 1955, Нови-Сад) — югославский и сербский футболист и футбольный тренер.

## Биография
В качестве футболиста выступал на позиции полузащитника за ведущие югославские клубы «Воеводина» и «Партизан». Со вторым Павкович в сезоне 1982/83 становился чемпионом страны. Завершал свою карьеру в Швеции. Выступал за юниорскую на Юниорском турнире УЕФА 1974 года и побеждал на Чемпионате Европы среди молодёжных команд 1978 года.
В качестве тренера работал с ближневосточными командами. В 2005 году возглавлял сборную Кувейта. Несколько лет занимал должность технического директора Футбольной ассоциации Сингапура.

## Достижения

### Футболиста
- Победитель Чемпионата Европы среди молодёжных команд (1): 1978.
- Обладатель Кубка Митропы (1): 1976/77.
- Чемпион Югославии (1): 1982/83.

### Тренера
- Обладатель Кубка Омана (1): 2003.
- Обладатель Кубка профессиональной лиги Омана (1): 2014/15.

## Личная жизнь
Слободан Павкович являся другом детства известного сербского автора и рок-исполнителя Джордже Балашевича. В молодости был гитаристом рок-группы «Рани Мраз» из родного Нови-Сада.